# Drasterius okinawensis
Drasterius okinawensis là một loài bọ cánh cứng trong họ Elateridae. Loài này được Ôhira miêu tả khoa học năm 2000.